# Ashridge House

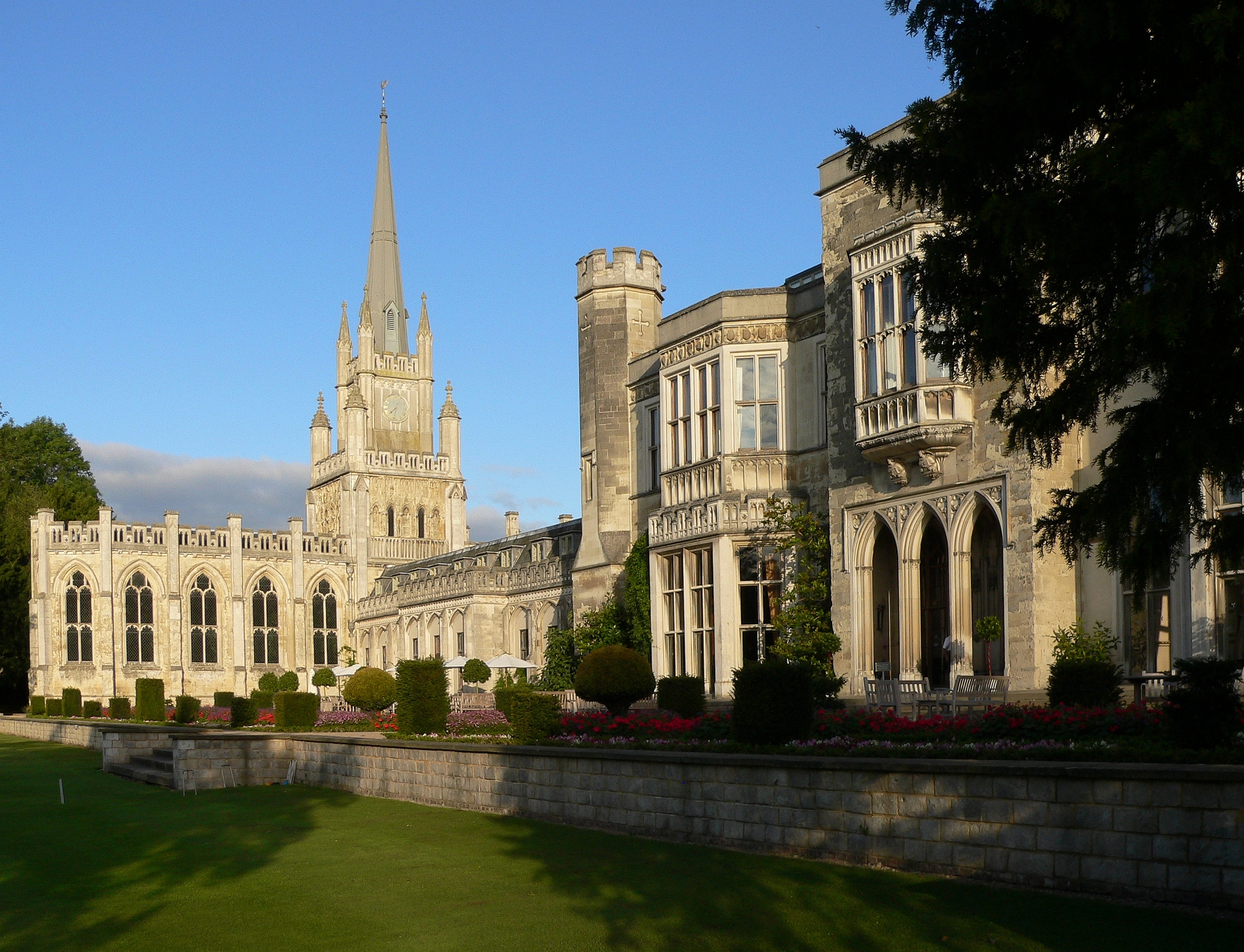
Vista parcial de Ashridge House.

Ashridge House é um palácio rural da Inglaterra, situado no interior duma propriedade de cinco mil acres do condado de Hertfordshire.
Actualmente, o edifício serve de sede à "Ashridge Business School" e é um listed building classificado com o Grau I.
Não deve ser confundida com Asheridge, uma povoação situada cinco milhas para sudoeste, no outro lado de Berkhamsted.

## História

### Ashridge Priory
O primeiro edifício existente no local actualmente ocupado pela Ashridge House foi uma abadia medieval dos Brothers of Penitence (Irmãos de Penitência), a Ashridge Priory.
Segundo o historiador seiscentista Polydore Vergil, Edmundo (filho de Ricardo da Cornualha, que tinha um palácio ali) fundou, em 1283, um mosteiro em Ashridge, Hertfordshire, para um reitor e vinte cónegos de "uma nova ordem nunca antes vista na Inglaterra, e chamada de Boni homines".. Este foi finalizado em 1285.
Aquando da fundação da abadia, o Conde de Cornwall doou, entre outras coisas, um frasco contendo o sangue de Cristo, em honra do qual o convento adjacente à abadia foi fundado. Este depósito mostrou-se frutífero para a a badia e para o convento, uma vez que peregrinos de toda a Europa afluiram para ver o frasco de sangue. A abadia cresceu com bastantes recursos devido a esse facto.
Um dos visitantes da abadia foi o Rei Eduardo I. Em 1290 reuniu ali o parlamento enquanto passava o Natal em Pitstone.
No entanto, em 1538, durante a Dissolução dos Mosteiros, o "sangue" foi publicamente declarado como não sendo mais que mel com adição colorida. O último reitor foi Thomas Waterhouse, o qual entregou a casa a Henrique VIII. O edifício deixou de ser usado como abadia pouco depois.
O colégio suprimido foi cedido, em primeiro lugar, à irmã do Rei, Isabel Tudor. Mais tarde tornou-se residência privada da Princesa Isabel, filha mais nova de Henrique VIII e futura Rainha Isabel I. Foi aqui que a prenderam, em 1552, por suspeita de traição.
Em 1604, o priorado foi adquirido por Sir Thomas Egerton. Um dos seus descendentes, Francis Egerton, 3º Duque de Bridgewater, acabou por demolir os velhos edifícios na década de 1760.

### Edifício neogótico
John William Egerton, o 7º Conde de Bridgewater, contratou James Wyatt para construir o actual edifício neogótico para sua casa, o qual foi concluído em 1813. A fronteira entre o Hertfordshire e o Buckinghamshire passava, originalmente, através da sala de jantar, embora o palácio esteja, agora, inteiramente no Hertfordshire.
Em 1921, o palácio foi adquirido por um instituto estabelecido por Andrew Bonar Law, um antigo Primeiro Ministro e, em 1929, tornou-se num "Colégio de Cidadania" instituído para ajudar o Conservative Party a desenvolver as suas forças intelectuais em lutas com as organizações de esquerda, como a Fabian Society. Tornou-se num cruzamento entre um think-tank e um centro de treino, tendo Arthur Bryant como seu conselheiro educacional. Durante a Segunda Guerra Mundial, o edifício e o relvado à sua frente foi usado como um lugar secundário do Charing Cross Hospital.
Depois da guerra, o Colégio de Cidadania foi rapidamente relançado. Em 1959, foi novamente restabelecido para providenciar treino administrativo, e é, actualmente, uma escola de negócios, a Ashridge Business School.
O palácio é, actualmente, um listed building classificado com o Grau I.

## A família Egerton
Entre 1604 e 1848, a herdade esteve na posse dos Duques e Condes de Bridgewater (a família Egerton).
Em 1848, a propriedade passou para os Condes de Brownlow, um outro ramo da família Egerton, até que em 1921 foi dividida, com as terras a passarem para o National Trust for Places of Historic Interest or Natural Beauty (Instituto Nacional para Lugares de Interesse Histórico ou Beleza Natural), enquanto o palácio e jardim foram adquiridos pelo Bonar Law Trust com vista ao estabelecimento dum colégio para o Conservative Party.

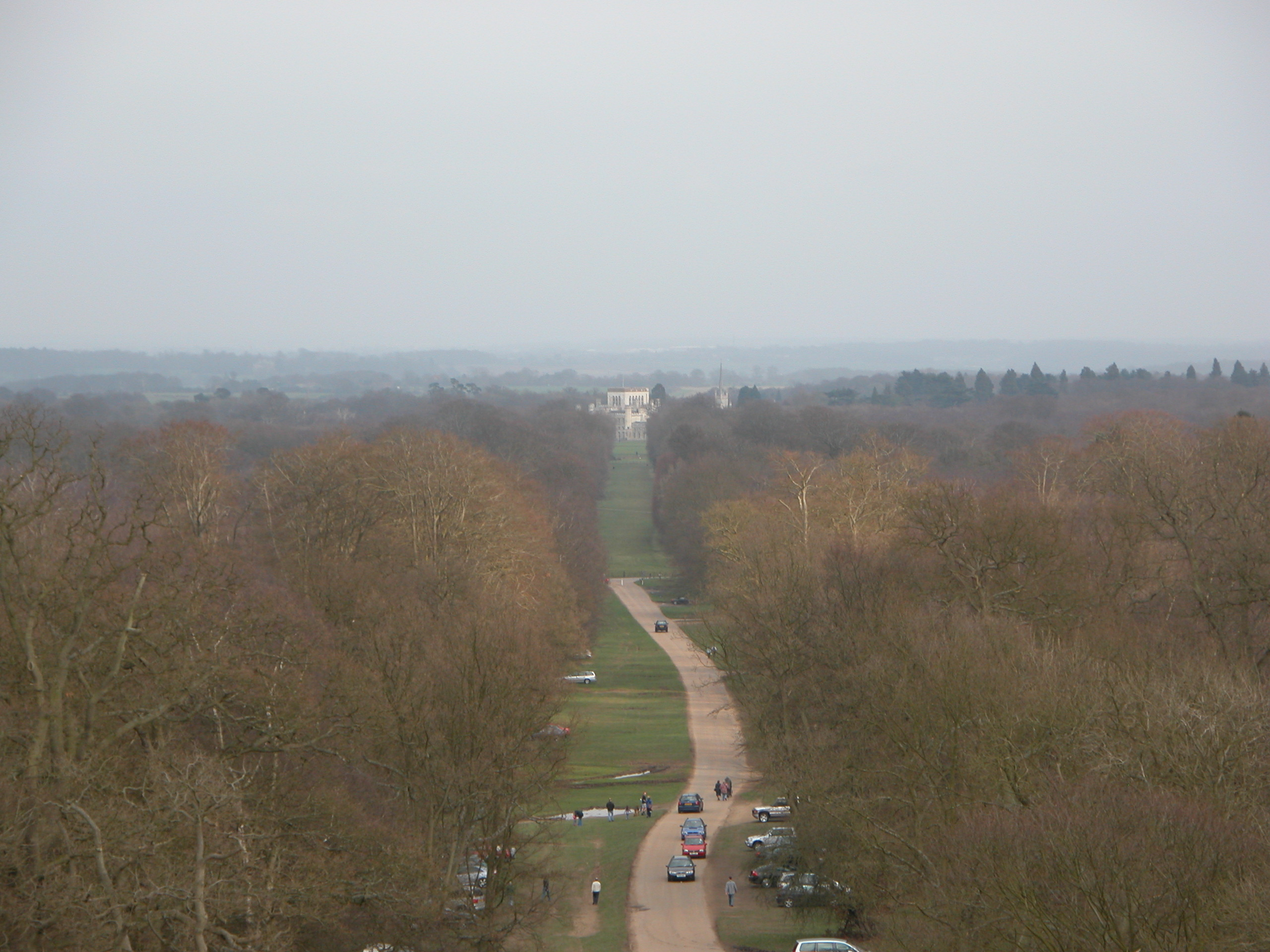
Vista de Ashridge House a partir do Bridgewater Monument.

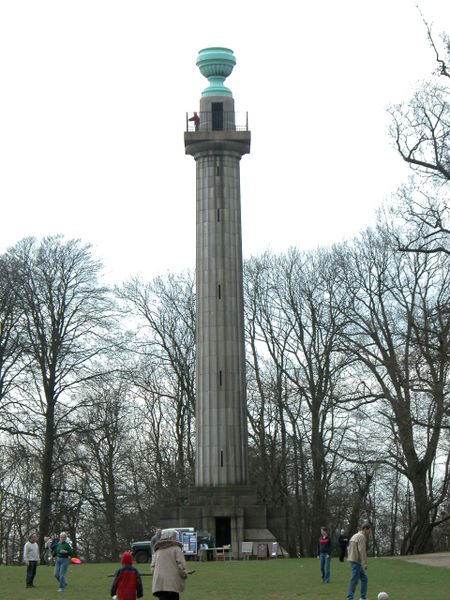
O Bridgewater Monument.

## Parque
O Parque de Ashridge encontra-se dividido entre dois condados, o Hertfordshire e o Buckinghamshire, ficando próximo da fronteira com o Bedfordshire. Fica situado nas Chiltern Hills, uma Área de Excepcional Beleza natural, cerca duas milhas a norte de  Berkhamsted e vinte milhas a noroeste de Londres. Entre as aldeias circundantes encontram-se Aldbury, Pitstone, Ivinghoe, Little Gaddesden, Nettleden e Potten End.
A propriedade contém 20 quilómetros quadrados (5.000 acres) de bosques (conhecidos como Ashridge Forest), terras baixas de cré que suportam uma rica variedade de vida selvagem. Também oferece uma boa escolha de para passeios através de paisagens surpreendentes. Actualmente a propriedade é administrada pelo National Trust.

### Bridgewater Monument
O Bridgewater Monument é uma torre, de 108 metros de altura, erguida em 1832, em memória de Francis Egerton, 3º Duque de Bridgewater, o "pai da navegação interior".
O monumento, com vista para a aldeia de Aldbury e para o Grand Union Canal, foi desenhado por Sir Jeffry Wyattville em estilo dórico.
O monumento contém uma estreita escada em espiral com 170 degraus, encontrando-se aberto ao público.

## Curiosidades
- Ashridge tem sido apresentado muitas vezes em filmes e séries televisivas devido à sua distinção como área de beleza natural.
  - Serviu de local de filmagens ao filme Danny, the Champion of the World, baseado no livro de Roald Dahl.
  - A Herdade de Ashridge tem sido usada para filmar partes dos filmes de Harry Potter, incluindo Harry Potter and the Goblet of Fire.
  - Ashridge House tem sido apresentada em filmes como The Dirty Dozen.
- Parte da herdade foi transformada no Ashridge Golf Club em 1932, tendo Henry Cotton como seu jogador profissional no final da década de 1930, inclusive no seu ano de maior sucesso, 1937.